# 松尾太陽
松尾 太陽（まつお たかし、1996年9月23日 - ）は、日本の歌手、俳優。ダンス&ボーカルグループ・超特急のメンバーで、活動名はタカシ。ニックネームは、やでちゃん。大阪府出身。スターダストプロモーション第2事業部所属。本名の「松尾太陽」名義でもソロアーティスト活動を行っている。

## 略歴
小学6年生のときに、大阪の梅田でスターダストプロモーションよりスカウトを受け、所属契約する。2010年、映画『大奥』で映画初出演。2011年1月27日、同事務所の若手男性アーティスト集団・EBiDANへ加入。
2011年12月25日、中学3年生のときに、メインダンサー&バックボーカルグループ・超特急が結成され、バックボーカルとして活動を開始する。活動名は「タカシ」。超特急ではメンバーごとに号車番号と担当があり、タカシは「7号車、末っ子担当」が割り振られている。イメージカラーは純白。在学中は大阪と東京を往復し、2015年に大阪の高校を卒業後、上京した。
2018年、超特急のツインボーカルの1人が脱退し、2022年8月8日に新メンバーが加入するまで約4年間、1人体制でボーカルを務めた。
2020年、本名の「松尾太陽」名義でソロデビュー。ソロ名義のオフィシャルサイト、YouTube・Twitter・Instagram・TikTokのアカウントも開設された（TikTokのみ、超特急の活動でも使用されている）。「松尾太陽」は本名であるとともに、アーティスト名を兼ねることとなった。
2022年6月、超特急のYouTubeチャンネル「超チューバー」内で、自身が撮影・編集を行う企画「YADE SUN ROOM」を開始。2025年2月、「超チューバー」から分離して、個人YouTubeチャンネル「松尾太陽presents YADE SUN ROOM」を開設。「超チューバー」内の「YADE SUN ROOM」の動画も、徐々にそちらへ移行が進められている。
2025年3月、アクセサリー&ネイルブランド「Freecus（フィカス）」の立ち上げを発表した。

## 人物

### 超特急として
自己紹介するときは、「タカシやで！」と言いながら「やでポーズ」を行う。元々は俳優志望で事務所に入り、グループ結成当初は歌もダンスも未経験だった。高校時代は大阪のダンススクールに通っていた。
2018年にツインボーカルの1人が脱退し、それまでの楽曲の撮り直しが行われ、2人で歌っていた楽曲をタカシが1人で歌った。その後、さらにダンサー1人が脱退し、タカシが踊るダンスの量も増えていった。2020年の超特急5人全員へのインタビューでは、デビューしてから一番変わったメンバーは誰かという質問にカイ・リョウガ・タクヤ・ユーキはタカシの名を挙げ、「唯一のボーカルとして、超特急の要でいてくれている」「なんでも簡単にできてしまうタイプではないけれど、裏での努力や葛藤などで、タカシ自身がとても強くなった」と歌・ダンス・精神面の成長を伝えた。
2022年の新メンバーオーディションでは、「正直、歌える人がほしい。もう少し候補者がいればなって思います」と心情を吐露し、ボーカル限定で募集締切を延長した。ボーカルを3、4人にすることも考えたが、最終的には「やっぱりツインボーカルがいいな」と思わせてくれたとして、締切延長後に滑り込みで応募したシューヤを選んだ。

### 性格・趣味
インタビューでは自身の性格を「無理しない・ほわほわ・真面目」、チャームポイントを「八重歯」と答えている。大の動物好きで愛猫家。趣味は動物園巡り。動物のぬいぐるみも好きで、2024年からシルバニアファミリーの収集に力を入れている。
憧れの人は所ジョージ。2022年2月放送のテレビ番組『世界一受けたい授業』（日本テレビ）では、再現VTRで所の若いころを演じ、同年3月放送のテレビ番組『1億人の大質問!?笑ってコラえて!』（日本テレビ）で初共演した。

### 家族
年の離れた兄と姉がいる。実家でタカシが5歳のときから「ラン」という名前のオス猫（雑種）を飼っている。また、7歳のときから2023年まで「ガーナ」という名前のオス猫（メインクーン）を飼っていた。

### その他
- 太陽と書いてたかしと読む。
- 超特急での自己紹介の口上は、「浪速の町で産声上げて お好み焼きとたこ焼きだけで ここまで大きくなりました 現在身長180cm成長中 末っ子担当イメージカラーは純白の？ タカシやで！」[51]。
- 超特急のメンバーのうち4号車タクヤは憧れの存在で[52]、タクヤのことは彼が超特急に加入する前にEBiDANで活動していたころから知っていた[53]。2022年放送のタクヤ主演のドラマ『みなと商事コインランドリー』では、第11話にゲスト出演した[54]。
- 『花にけだもの』で演じた和泉千隼は、無口でクールながら、しっかり意中の女子を見守りながら一途に想い続ける優しい人物であり、松尾本人は2017年10月のインタビューで今までの自分とは違うイメージの役であると答えている[55]。

## 出演

### 映画
- 大奥（2010年）[2]
- サイドライン（2015年） - 主演・大国博巳 役（超特急全員で主演）[56][57]
- 一週間フレンズ。（2017年） - 桐生将吾 役[58]
- 一礼して、キス（2017年） - 由木直潔 役[59]

### テレビドラマ
- そこをなんとか2 第4話（2014年8月24日、NHK BSプレミアム） - カズキ 役[60][2]
- 心がポキッとね 最終話（2015年6月10日、フジテレビ） - 本人 役[61]
- 警視庁いきもの係 第1話 - 第9話 エンディング映像（2017年7月9日 - 9月3日、フジテレビ） - トリ 役[62]
- 花にけだもの（2018年4月24日 - 6月26日、フジテレビ） -  和泉千隼 役[注 4][63]
  - 花にけだもの〜Second Season〜（2019年8月27日 - 9月14日、フジテレビ）[注 5][64]
- モトカレマニア 最終話（2019年12月12日、フジテレビ）[65]
- FAKE MOTION -卓球の王将-（2020年4月9日 - 5月28日、日本テレビ） - 海江田翔 役[66]
  - FAKE MOTION -たったひとつの願い-（2021年1月21日 - 3月11日、日本テレビ）[67]
- 超特急、地球を救え。（2022年9月7日 - 28日、テレビ東京） - 主演・本人 役（超特急全員で主演）[68]
- みなと商事コインランドリー 第11話（2022年9月14日、テレビ東京）ｰ 本人 役[54]

### テレビアニメ
- 大福くん（2019年6月28日、テレビ東京）-  ソフトクリーム大福くん 役[69]

### 配信ドラマ
- 花にけだもの（2017年10月30日 - 2018年1月1日、dTV・FOD） - 和泉千隼 役[70]
  - 花にけだもの〜Second Season〜（2019年3月23日 - 5月11日、dTV・FOD）[71]

### 広告
- 尾崎商事 カンコースポーツウェアカタログ（2012年）[2]

## 作品

### デジタルシングル
|     | 発売日        | タイトル | 規格                   | 収録作品   |
| --- | ------------- | -------- | ---------------------- | ---------- |
| 1st | 2020年7月29日 | Sorrow   | デジタル・ダウンロード | うたうたい |
| 2nd | 2021年1月15日 | Magic    | デジタル・ダウンロード | ものがたり |
| 3rd | 2021年2月11日 | 体温     | デジタル・ダウンロード | ものがたり |
| 4th | 2021年3月17日 | ハルの花 | デジタル・ダウンロード | ものがたり |

### ミニアルバム
|     | 発売日       | タイトル   | 規格 | 規格品番  | オリコン | Billboard Japan Hot 100 |
| --- | ------------ | ---------- | ---- | --------- | -------- | ----------------------- |
| 1st | 2020年9月2日 | うたうたい | CD   | ZXRC-2069 | 12位     | 7位                     |

### アルバム
|     | 発売日       | タイトル   | 規格 | 規格品番  | オリコン | Billboard Japan Hot Albums |
| --- | ------------ | ---------- | ---- | --------- | -------- | -------------------------- |
| 1st | 2021年9月8日 | ものがたり | CD   | ZXRC-2080 | 17位     | 31位                       |

## 書籍
写真集
- ユニオンジャックであなたの心もジャック!!!!!!!!（2017年7月7日、主婦と生活社）ISBN 978-4-391-15069-8

雑誌連載
- ズーとピュア（『JUNON』2025年3・4月合併号 - ）

## 受賞歴
2020年
- ベスト晴れ男・晴れ女アワード2020

2024年
- ベスト晴れ男・晴れ女アワード2024